# Женский род
Женский род — один из родов, или согласовательных классов, выделяемый во многих языках; название его связано с тем, что он включает в себя названия женщин и самок животных, а также обычно ряд существительных, отнесение которых к женскому роду немотивировано (в русском языке табуретка, голова, земля и проч.).
Морфологический показатель женского рода отличает его от прочих значений той же категории, например в русском языке -ая в слове красивая, в отличие от окончаний мужского рода -ый, среднего рода -ое и множественного числа -ие,-ые.